# تورنت التو
تورنت آلتو (به لاتین: Torent Alto) یک کوه در سوئیس است که در کانتون گراوبوندن واقع شده‌است. تورنت آلتو ۲٬۹۵۲ متر بالاتر از سطح دریا واقع شده‌است.